# ミゲル・ダ・パス
ミゲル・ダ・パス（葡: Miguel da Paz, 1498年8月23日 - 1500年7月19日）は、ポルトガルの王族。ポルトガル王マヌエル1世とその最初の王妃でカトリック両王の長女であるイサベルの間の一人息子。2年に満たない生涯のうちにポルトガル王国、カスティーリャ王国、レオン王国、アラゴン王国の王位継承者となりポルトガル公、アストゥリアス公およびジローナ公の称号を帯びた。スペイン語名はミゲル・デ・ラ・パス（Miguel de la Paz）。

## 生涯
マヌエル1世王とイサベル王妃の間の長男としてサラゴサに生まれた。誕生した時点でポルトガルの王位継承者となり、また誕生したその日に産褥死した母イサベルからカスティーリャ＝レオンおよびアラゴンといったスペイン諸王国の王位継承者の地位をも引き継ぐことになった。ミゲルは非常に色白で、青い目と赤みがかった金髪を持つ王子であった。2歳の誕生日を迎える直前にグラナダで死去し、同市の王室礼拝堂に葬られた。
父マヌエル1世はミゲルの死の3カ月後、亡きイサベル王妃の妹マリアと再婚し、ジョアン3世をはじめ10人もの子供をもうけている。ミゲルの死により、期待されていたイベリア半島の完全統合の可能性は消えた。ミゲルの死後、スペイン諸王国の王統を継いだのは叔母の1人フアナであり、フアナを通じてそれらの王位はハプスブルク家にもたらされた。
1580年にアヴィス王朝が断絶したとき、フアナ女王、およびマヌエル王とマリア王妃の共通の孫であるフェリペ2世により、カスティーリャ側がポルトガルを併合する形で、1640年まで続くイベリア連合を成立させた。
| 先代 ジャイメ | ポルトガル公 1498年 - 1500年     | 次代 ジョアン3世       |
| 先代 イサベル | アストゥリアス公 1498年 - 1500年 | 空位次代の在位者フアナ |
| 先代 フアン   | ジローナ公 1498年 - 1500年       | 空位次代の在位者フアナ |